# Hacienda henequenera

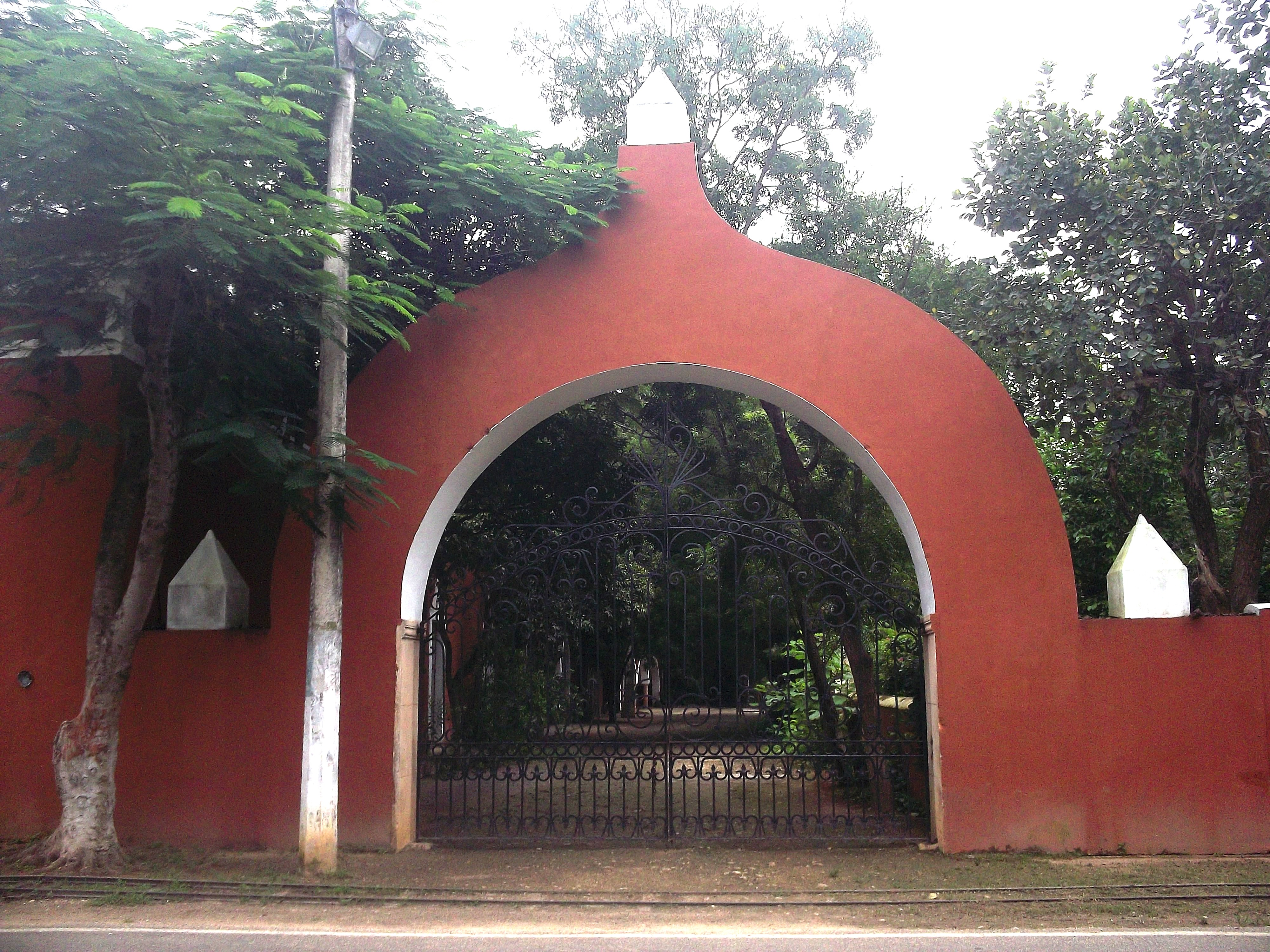
Sotuta de Peón, Yucatán (08)

La palabra hacienda procede del latín facienda y tiene diversos significados. En el ámbito agrícola se refiere a una finca de gran tamaño que se dedica al cultivo de uno o varios productos y que si éste tiene aprovechamiento industrial, como es el caso del henequén, la transformación se hace en la propia hacienda.
El henequén (agave fourcroydes lemaire) es originario del área oriental de la península de Yucatán. Es una planta de zonas áridas que produce una fibra natural de gran dureza y resistencia. Su cultivo requiere de grandes extensiones de tierra arenosa y caliza, porosa y con una delgada capa vegetal que permite el rápido escurrimiento de las aguas.
La península de Yucatán puede ser considerada como "el lugar de las haciendas por excelencia", debido al elevado número de plantaciones que proliferaron al término del siglo XIX, cuando en su mayoría reorientaron su actividad productiva hacia el cultivo exclusivo del henequén. La  hacienda henequenera fue la más conocida y desarrollada y alcanzó la plenitud entre 1860 y 1910. Gracias a diversos factores históricos y económicos, la explotación de fibra y productos manufacturados subió de mil toneladas en 1860 a más de 200 mil en 1910, con lo cual se marcó definitivamente la inserción de este producto en la economía mundial, que a su vez proporcionó a Yucatán una época de gran prosperidad.

## Antecedentes históricos
Desde la cuarta década del siglo XVI los españoles se establecieron en el noroeste de la península, por lo general cerca de los antiguos asentamientos prehispánicos. La razón fundamental fue el agua, que en esa parte se encuentra en cenotes, aguadas y chultunes. En esa zona primero las encomiendas y luego las haciendas, combinaban su producción de maíz y ganado, mezcla muy exitosa, en especial de 1800 a 1860. Junto con ellas crecieron otras haciendas dedicadas al cultivo de tres productos para la exportación: la caña de azúcar, el algodón y  el palo de tinte.
La transformación del panorama de la hacienda yucateca comenzó en la segunda mitad del siglo XIX, debido al impulso de las antiguas familias descendientes de los primitivos encomenderos y que desde la época colonial poseían grandes propiedades territoriales. Los herederos de las mismas y nuevos grupos con recursos que se habían desarrollado en el comercio también participaron en esta transformación.
El declive de la industria ganadera, del cultivo de caña de azúcar y el auge del henequén se atribuyen a cuatro acontecimientos:
- la Guerra de Castas , iniciada en 1847, que destruyó a la industria azucarera y liberó su mano de obra;
- el invento de la máquina desfibradora, por Manuel Cecilio Villamor, hizo mucho más productiva y eficiente a la industria henequenera;
- la invención de la cosechadora de trigo McCormick en Estados Unidos, en 1878, que llevó a utilizar cordel de henequén para amarrar las pacas de paja;
- la gran demanda de la industria del transporte, derivada de la necesidad de mover a personas y mercancías por todo el mundo, en volúmenes nunca vistos, en barcos y coches. En los barcos las velas iban amarradas por cuerdas, al igual que los caballos de las carrozas y otros vehículos de tracción animal.

La producción de las haciendas henequeneras fue comprada sobre todo por las cordelerías estadounidenses, como la de McCormick, el “padre de la agricultura moderna”, y la de Deering, la Glessner y la Jones.

## Porfiriato
Durante el porfiriato (1876-1911) el henequén, gracias a las increíbles ventas anuales era considerado “el oro verde”. Fueron tiempos de acumulación de grandes fortunas: el cultivo, la industrialización y el comercio del henequén generaron tantas ganancias que opacaron y prácticamente paralizaron en Yucatán otras actividades productivas como la ganadería. Yucatán fue escenario de gran progreso y esplendor. Existían cerca de 1000 haciendas henequeneras. De ellas, 850 contaban con sus plantas desfibradoras y empacadoras de fibra. Estaban en manos de aproximadamente 400 familias. Las 20 o 30 más poderosas se denominaron la casta divina, apodo que ellas mismas hicieron suyo. 
Política, económica y socialmente el auge del henequén provocó cambios en la Península: 
- afianzó la paz interna aplicando los métodos políticos que establecía el gobierno;
- a partir de 1875 se creó el sistema ferrocarrilero local;
- las haciendas henequeneras crecieron y se llenaron de lujo y comodidad para sus propietarios;
- se realizaron importantes obras materiales en la ciudad de Mérida y otras poblaciones, que se transformaron profundamente;
- nació una nueva clase que, aunque pequeña, logró controlar la riqueza y el poder político;
- se profundizaron las desigualdades sociales y económicas entre las diversas capas de la población yucateca.

## Hacendados
Los propietarios de las casi mil haciendas henequeneras poseían miles de hectáreas, que trajeron a México millones de dólares. Sus propiedades eran auténticas ciudades de las cuales sus trabajadores nunca salían y donde llegó a circular moneda propia. Sus grandes compradores, exportadores de la fibra, eran EE. UU., Canadá, Francia e Inglaterra. Prácticamente hasta principios del siglo XX, Yucatán fue el único productor de henequén en el mundo. En los años veinte del siglo pasado Brasil, Cuba, Haití y sobre todo Kenia y Tanganica lo produjeron. 

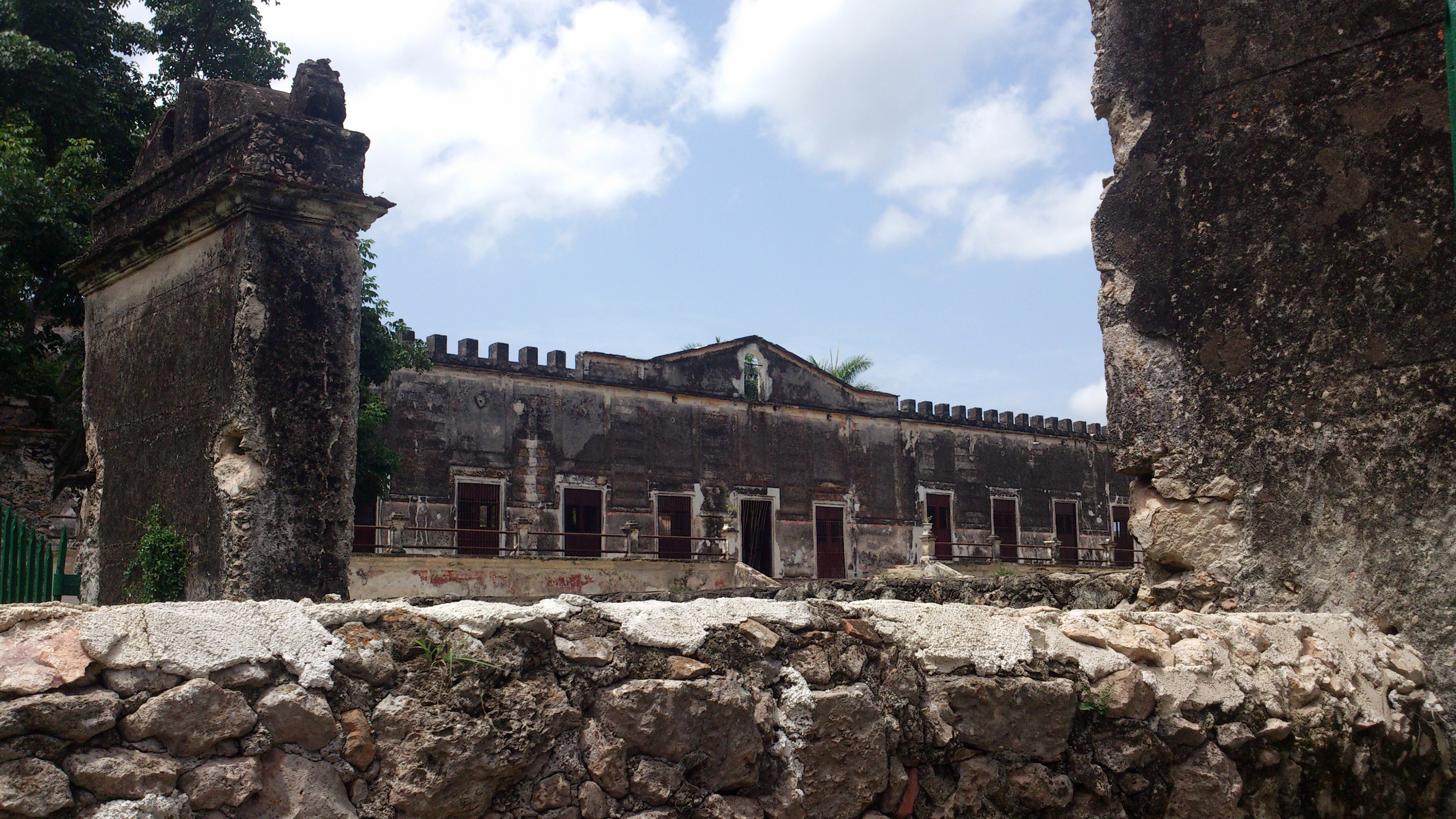
Hacienda Yaxcopoil (3)

Las haciendas henequeneras de Yucatán solían tener cascos formados por edificios de amplia y sólida construcción cuyas casas eran verdaderos palacetes, con sus altas chimeneas de piedra, sus corredores, ventanales, salones y pasillos, sus pequeñas y coloridas capillas, sus enormes dominios y sus majestuosos portones, En sus salas de máquinas las desfibradoras no paraban de trabajar.
Se calcula que hacia 1900 había 1,170 haciendas, de las cuales existen 400, la mayoría en ruina. En X-Kanchakán una vieja desfibradora, adaptada para trabajar con un motor diésel, trabaja el henequén que produce en su tierra. Otras se han convertido en residencias, casas de campo, salones de fiesta y hoteles. Por ejemplo, Katanchel es un hotel; Yaxcopoil un museo; Kankabchén recuperó su vocación ganadera.

## Acasillados
Las haciendas henequeneras tenían gran cantidad de peones acasillados: en 1880 había 20,670 y para 1900, más de 80,000. Esta población representaba cerca del 90% de la mano de obra dedicada a diferentes actividades y oficios en Yucatán.

En las haciendas los trabajadores se dividían en dos clases sociales: jornaleros y asalariados o peones. Los hacendados ganaban la lealtad de sus asalariados a cambio de bienes materiales, que expendían en la llamada tienda de raya. Los asalariados de categoría elevada eran los mayordomos y capataces, que ostentaban mejores viviendas que los peones y sus familias y los controlaban en nombre del hacendado o amo. Se les llamaba peones acasillados porque vivían en las casillas ubicadas en los terrenos de la hacienda, es decir en una casa pequeña, separada de las otras o del propio casco. El sistema de acasillado llegó a su fin durante la Revolución; con el desplome del precio del henequén y las exigencias de la International Harvester Corporation. El 19 de marzo de 1915 el general constitucionalista Salvador Alvarado, dio la orden de liberalos.

## Declive
A fines del siglo XIX, la mayoría de los hacendados estaba endeudada debido a que la gran expansión de la demanda de la fibra, los obligaba a invertir de inmediato y a comprar nueva maquinaria, con sus propiedades como garantía y aval. En 1890, estos hacendados fundaron un sindicato con el fin de vender directamente la fibra de henequén y no depender de los bancos yucatecos y neoyorquinos, pero fracasaron en su intento.
En 1900, la creación del motor de combustión interna Daimler-Mercedes, marcó el inicio de fin del henequén como la fibra dura de mayor uso en el mundo: las grandes cuerdas resistentes que se usaban en la industria del transporte tenían contados sus días, pronto ni barcos, ni coches las requerirían: el viento dejó su lugar como energético al motor y las velas con sus grandes cuerdas cayeron en desuso. La industria automotriz seguiría usando caballos de fuerza, pero para medir la potencia de sus motores. Para defenderse de la debacle, los banqueros de Nueva York encabezados por J. P. Morgan crearon la International Harvester Company, monopolio que fusionó a las cordelerías estadounidenses y en la que participaron algunos hacendados yucatecos, como Olegario Molina. 

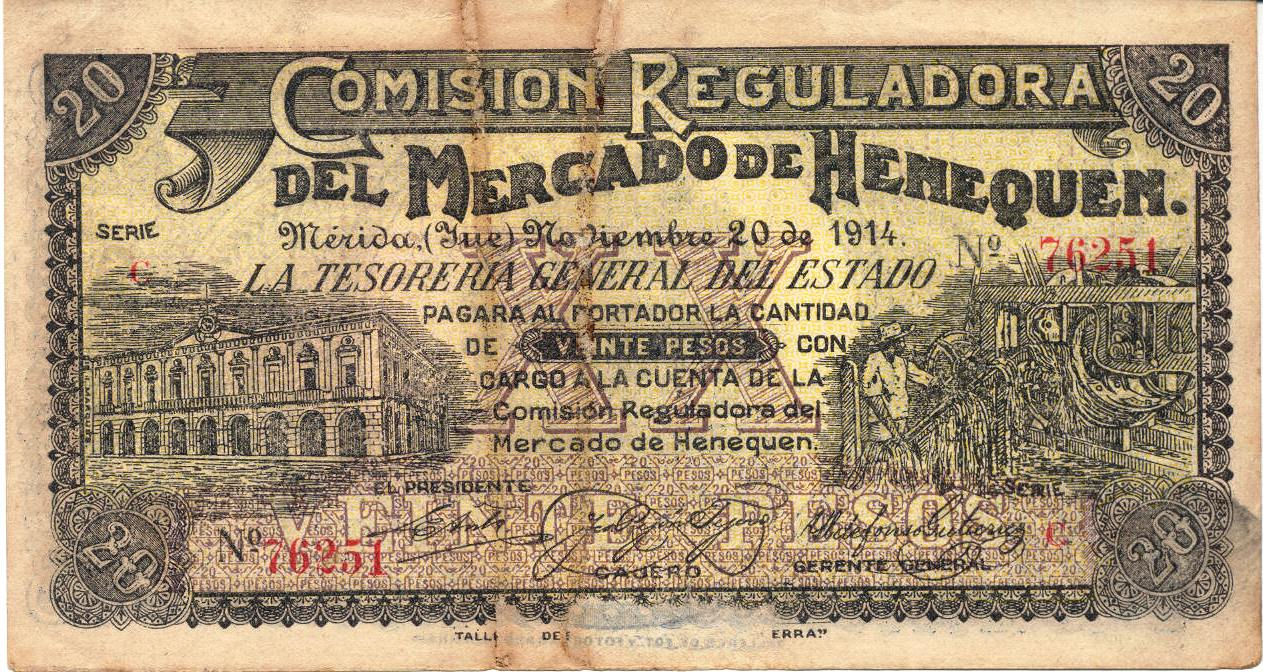
Billete de 20 pesos de la Comisión Reguladora del Henequén en Yucatán (anverso)

La Bolsa de Valores de Wall Street cayó estrepitosamente el 21 de octubre de 1907. La crisis afectó fuertemente a México, exportador de materias primas, de las que el henequén representaba el 10%. Un grupo de hacendados henequeneros obtuvo 9 millones de pesos hipotecando sus haciendas a los bancos Yucateco y Mercantil de Yucatán buscando defenderse de la crisis. La situación se volvió grave porque el préstamo significó la mitad del capital social de ambas instituciones que, ante la intervención del secretario de Hacienda, José Yves Limantour, se fusionaron para formar el "Banco Peninsular Mexicano". Yucatán sufrió más que el resto del país: a la crisis financiera mundial, agregó la crisis local.
En un último esfuerzo por defenderse, los hacendados fundaron en 1912 la "Comisión Reguladora del Mercado del Henequén"; sin embargo, el intento fue infructuoso: el precio de la libra de henequén había bajado de 9,48 dólares en 1900 a 8 centavos en 1902 y en 1911 a 3 centavos, aunque luego se recuperó un poco.
El mundo que salió de la Primera Guerra Mundial, en 1918, ya no necesitaba del henequén por lo que una profunda crisis económica se sumó a la revolución. En los años treinta se fundó Henequeneros de Yucatán y posteriormente Cordemex, que perduró hasta abril de 1992.

## Arquitectura

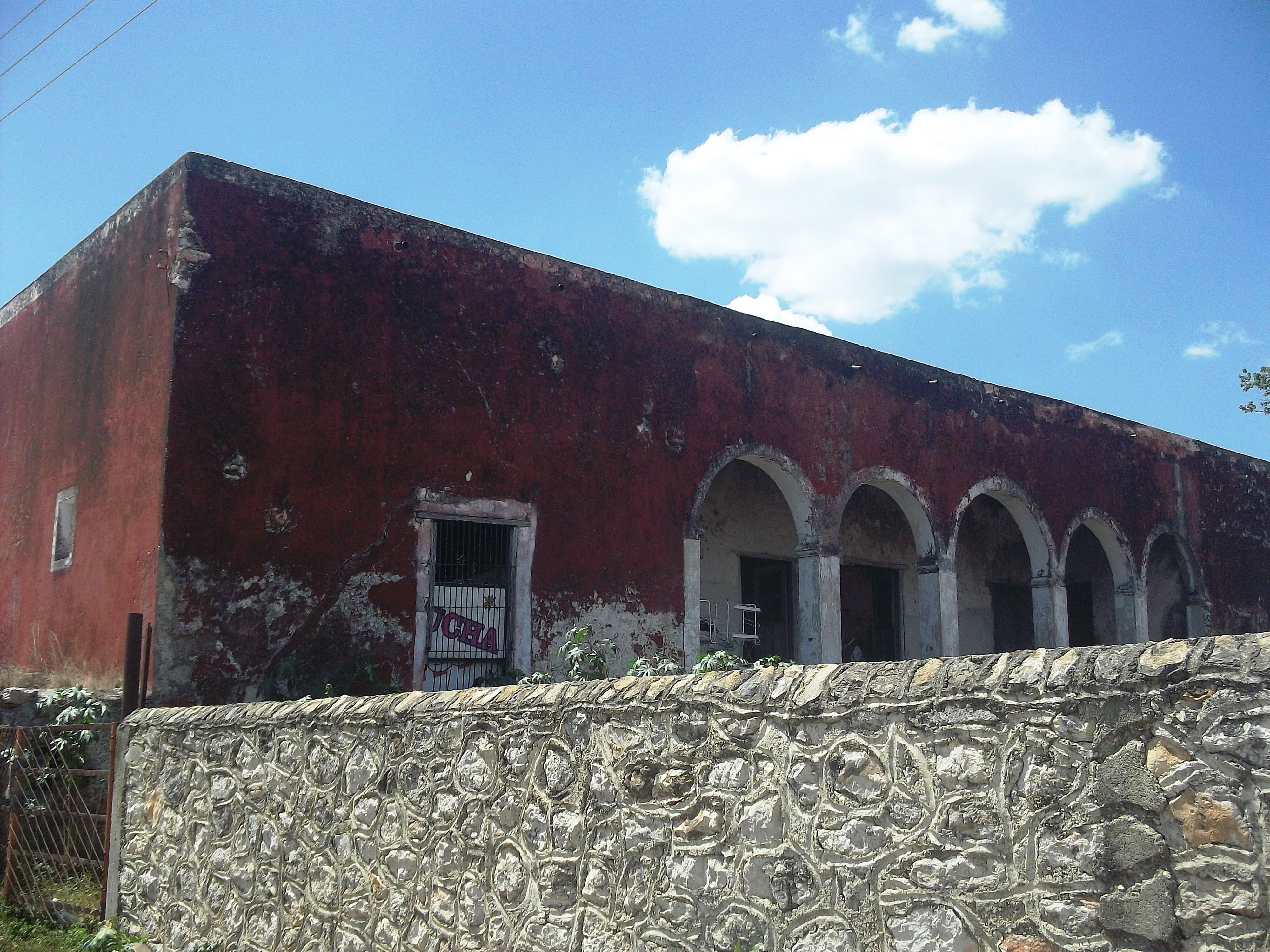
Chochoh, Yucatán (06)

Así como cambió de estancia ganadera a henequenera, la hacienda evolucionó en su imagen y estilo: pasó de la sencillez arquitectónica colonial a la rebuscada “francesa”, es decir, neoclásica, que impactó notablemente al panorama mexicano en el periodo del porfiriato y que se dejó sentir también en Yucatán, tanto en Mérida, como en el interior y en la arquitectura hacendaria.
En las haciendas henequeneras yucatecas se puede descubrir tanto corrientes arquitectónicas coloniales, como otras más universales, por ejemplo la renacentista, barroca, neoclásica e incluso medieval; sin embargo, adecuadas en todos los casos, con cualidades regionales y autónomas. Así, el eclecticismo fue la expresión arquitectónica del auge henequenero, estilo que propone soluciones, empleo de nuevos materiales, algunos prefabricados y, sobre todo, es el vehículo idóneo para expresar la admiración de los terratenientes por la cultura europea. Esto es la idea de mezclar estilos rescatados del pasado, algunos de la historia medieval, el gótico, el mudéjar y otros más.